# صالة رام الله الرياضية المغلقة
صالة رام الله الرياضية صالة رياضية فلسطينية، تقع وسط مدينة رام الله بالضفة الغربية، ضمن مجمع رام الله الترويحي. تم تشييدها عام 2011 بمساحة 1010 متر مربع، مصممة وفق معايير عالمية لخدمة عدد من الرياضات أبرزها كرة اليد وكرة السلة وكرة الطائرة وألعاب اللياقة والعاب السرك، والصالة تضم مدرجا يتسع ل 400 شخص. يتوقع الانتهاء من العمل في مجمع رام الله الترويحي عام 2013 بتكلفة تصل إلى 4 ملايين دولار وفقا لبلدية رام الله.